# Valuebet
Valuebet és el terme utilitzat pel que es denomina a un tipus específic d'aposta. Es tracta d'aquella aposta per la qual la quota associada a ella és superior a la quota real d'èxit de l'esdeveniment. O dit d'una altra manera, la probabilitat associada a la quota del valuebet és inferior a la probabilitat de la quota real. La traducció literal de la paraula anglesa valuebet es aposta valuosa o aposta de valor.
Atès que la quota d'aquesta aposta és superior a la real, a llarg termini aquest tipus d'apostes comporten un benefici segur pel jugador. Aquestes apostes tracten de moure's pels paràmetres en què normalment es mouen els corredors o les cases d'apostes: amb probabilitats no ajustades a les probabilitats reals.
Com que els jocs d'atzar com ara els daus, la ruleta, les cartes… tenen les probabilitats perfectament definides i conegudes, a la pràctica no és possible trobar apostes d'aquest tipus per aquests jocs. Podríem dir, doncs, que els valuebets només són possibles en els esdeveniments esportius, on les probabilitats no són tan clares i no poden ser predites ni definir-se de forma exacta.

## Càlcul de la probabilitat d'èxit en un esdeveniment esportiu
És necessari el càlcul real de la probabilitat en un esdeveniment esportiu per poder comparar-la amb la probabilitat de l'aposta a fi de determinar si es tracta o no d'un valuebet.
¿Com es calcula la probabilitat real d'èxit d'un esdeveniment esportiu? ¿Qui determina quina probabilitat té un equip de guanyar o de perdre?
Els diferents gestors i proveïdors d'aquest tipus d'apostes utilitzen el mètode de la mitjana aritmètica: atès que cada una de les cases d'apostes fixa una probabilitat per a cada esdeveniment, una comparativa entre totes elles pel mateix esdeveniment pot proporcionar-nos aquesta informació. Si una casa d'apostes fixa la probabilitat que un equip guanyi en un 25%, una altra en un 30% i una altra en un 35%, la mitjana aritmètica d'aquestes probabilitats és d'un 30%. Llavors la probabilitat real què aquest equip guanyi és d'un 30%. Lògicament, com més probabilitats entrin a la comparació, més fiable és el resultat. La fórmula per aquest càlcul és {\displaystyle {\bar {x}}={\frac {\sum _{i=1}^{n}{f_{i}}}{n}}={\frac {f_{1}+\cdots +f_{n}}{n}}}.
En el cas abans descrit, el valuebet es trobaria en l'aposta pagada per la casa d'apostes que fixa la probabilitat en un 25%, ja que aquesta és més petita que la probabilitat real (30%) i, per tant, la quota serà més alta.

## Gestors i proveïdors de valuebets
Tant l'aposta segura com el valuebet es tracta d'informació apreciada i buscada pels usuaris. La comparativa manual d'aquests esdeveniments és inviable, ja que el nombre d'esdeveniments i apostes esportives és molt gran. D'aquesta forma s'explica l'existència de gestors i proveïdors de valuebets. Alguns d'ells ofereixen aquesta informació de franc i uns altres exigeixen un pagament per ella.